# كارول أرمسترونغ
كارول أرمسترونغ (بالإنجليزية: Carol Armstrong)‏ هي نسوية ‏ ومصورة ومؤرخة أمريكية، ولدت في 16 مايو 1955.